# Saint-Georges-Nigremont
Saint-Georges-Nigremont – miejscowość i gmina we Francji, w regionie Nowa Akwitania, w departamencie Creuse.
Według danych na rok 1990 gminę zamieszkiwało 156 osób, a gęstość zaludnienia wynosiła 8 osób/km² (wśród 747 gmin Limousin Saint-Georges-Nigremont plasuje się na 467. miejscu pod względem liczby ludności, natomiast pod względem powierzchni na miejscu 352.).